# 上原陸
上原 陸（うえはら りく、1996年11月23日 - ）は、日本の元俳優。

## 略歴
- 2003年 - ジョビィキッズプロダクションに所属し、芸能界デビュー。その後、マイカンパニーに移籍。
- 2010年 - NHK教育『天才てれびくんMAX』にてれび戦士として1年間出演。
- 2012年 - 芸能界を引退。

## 出演

### 映画
- TAKI183（2006年1月28日、コムストック）
- THE JAPANESE TRADITION 〜日本の形〜 「夏休み」「お盆休み」（2006年）
- 20世紀少年 第1章・第2章・最終章（2008年8月30日・2009年1月31日・8月29日、東宝） - フクベエ（幼少期） 役
- 武士道シックスティーン（2010年4月24日、ゴー・シネマ） - 磯山和晴（幼少期） 役
- 孤高のメス（2010年6月5日、東映） - 当麻鉄彦（幼少期） 役

### テレビドラマ
- 探偵ブギ（2006年、東京MXテレビ）
- 美しい罠（2006年、フジテレビ） - 沢木槐（幼少期） 役
- 愛の劇場 スイーツドリーム（2006年、TBS）
- きらきら研修医 第1話（2007年1月11日、TBS）
- まるまるちびまる子ちゃん（2007年4月19日 - 2008年2月28日、フジテレビ） - 杉山さとし 役
- モップガール（2007年、テレビ朝日） - 神林幸弘（幼少期） 役
- 水戸黄門 第38部 第19話（2008年5月26日、TBS） - 長吉 役

### CM
- ABCマート、200店舗感謝フェア〜キッズ編〜（2004年）
- 伊藤園、天然ミネラル麦茶（2005年）
- マクドナルド、ポケモンカレンダー編（2007年）

### バラエティ
- Kidsビーンズ おはなしパラダイス（2005年、BS日テレ）
- 天才てれびくんMAX（2010年 - 2011年、NHK教育） - てれび戦士
- Nコンマガジン（2011年4月9日 - 6月25日、NHK Eテレ）